# Trichodura longicauda
Trichodura longicauda är en tvåvingeart som beskrevs av Guimaraes 1972. Trichodura longicauda ingår i släktet Trichodura och familjen parasitflugor. Inga underarter finns listade i Catalogue of Life.